# 초동초등학교
초동초등학교는 대한민국 경상남도 밀양시 초동면 신호리에 있는 공립 초등학교다.

## 학교 연혁
- 1931년 4월 10일 초동공립보통학교(4년제) 개교
- 1936년 4월 20일 6년제로 연장 인가
- 1941년 4월 1일 초동공립심상소학교로 개칭
- 1941년 4월 1일 초동공립국민학교로 개칭
- 1981년 1월 31일 병설유치원 인가
- 1996년 3월 1일 초동초등학교로 개칭
- 1998년 3월 1일 범평초등학교 통폐합
- 1999년 3월 1일 반월분교장 본교로 편입
- 1999년 9월 1일 봉황초등학교, 반월분교 통폐합
- 2016년 9월 1일 제35대 김미경 교장 부임
- 2017년 2월 17일 제84회 졸업식(총 5442명)

## 참고 자료
- 초동초등학교 - 한국교육학술정보원 학교알리미